# Ibi Trier Mørch
Elisabeth "Ibi" Trier Mørch, född 1 augusti 1910 i Slagelse, död 8 augusti 1980 i Köpenhamn, var en dansk arkitekt och konsthantverkare. Hon var mor till Dea Trier Mørch.
Ibi Trier Mørch, som var dotter till hospitalsförvaltaren Ejvind Mørch och konstnären och möbelarkitekten Gudrun Trier, utexaminerades 1944 från Kunstakademiets Arkitektskole som byggnadsarkitekt, men hon kom att göra sig känd som industridesigner och som utställningsarkitekt. Hon ritade bland annat 1948–1952 silverarbeten för firman A. Michelsen och de stapelbara dricksglasen "Stub" och "Stamme" (tillsammans med Grethe Meyer, 1958–1960) för Kastrup Glasværk.